# 玉生司朗
玉生 司朗（たまき しろう、1934年8月15日 - ）は、日本の俳優、声優。京都府生まれ。MC企画所属。別表記、玉生 司郎。

## 来歴・人物
京都の劇団くるみ座出身。1960年代後半、脚本家・結束信二と河野寿一監督による東映京都テレビプロダクション制作の『新選組血風録』、『われら九人の戦鬼』、『燃えよ剣』などのテレビドラマに「くるみ座」の後輩・栗塚旭と共にレギュラー出演。
1950年代より現在まで関西を拠点に活動し、温厚な善人役から残忍な悪役までをこなす幅広い演技で時代劇・現代劇を問わず数々のテレビドラマに脇役として出演。

## 出演

### テレビドラマ

#### 時代劇
- 忍びの者（1964年、NET / 東映） - 明智光秀の家臣・四方田但馬守
- 新選組血風録 第1、2、4、9、12、19 - 24話、（1965年、NET / 東映） - 新選組監察・島田魁
- われら九人の戦鬼（1966年、NET / 東映） - 破戒僧・勘念（戦鬼のひとり）
- 横堀川（1966年、NHK）
- 近衛十四郎 素浪人シリーズ（NET / 東映）
  - 素浪人 月影兵庫
    - 第1シリーズ 第25話「怒り虫は笑っていた」（1966年） - 松崎屋
    - 第2シリーズ 第104話「命がけで飲んでいた」（1968年） - 月影兵庫の家臣・文太夫

  - 素浪人 花山大吉
    - 第36話「フラれた方がましだった」（1969年） - 山賊の頭・赤牛
    - 第55話「大酒喰らって冴えていた」（1970年） - 島帰りの元罪人
    - 第65話「南の果てでもめていた」（1970年） - 濱屋の番頭・清兵衛
    - 第99話「お人好しが過ぎていた」（1970年） - 越後屋の使用人・源兵衛

  - 素浪人 天下太平 (1973年)
    - 第5話「額に汗して空財布」 - 寅吉
    - 第20話「からすなぜなく遠い空」
    - 第25話「大ボラ小ボラで日が暮れた」 - 郷田

  - いただき勘兵衛 旅を行く 第19話「空家に花が咲いたとさ」（1974年） - 上州屋の番頭・丑蔵
- 銭形平次（CX / 東映） ※大川橋蔵版
  - 第16話「地獄の投げ銭」（1966年） - 虎造
  - 第33話「冥土の便り」（1966年） - 同心
  - 第61話「岡っ引き殺し」（1967年） - 三河屋重蔵
  - 第182話「海猫の唄」（1969年） - 権十
  - 第248話「なさけ深川」（1971年） - 弥市
  - 第281話「流人船」（1971年） - はんざきの島五郎
  - 第305話「夜の終り」（1972年） - 芝垣源吾
  - 第356話「己之吉いのち」（1973年） - 道庵
  - 第366話「罠にはまった道行」（1973年） - 安造
  - 第394話「上州無宿鉄次郎」（1973年） - 常
  - 第423話「哀しき追跡」（1974年） - 天堂
  - 第431話「かわいい娘」（1974年） - 久五郎
  - 第531話「八五郎の約束」（1976年） - 伊三次
  - 第573話「誰がための命」（1977年） - 宗助
  - 第581話「吉凶うらおもて」（1977年） - 太平
  - 第588話「白浪ざんげ」（1977年） - 住職
  - 第658話「俺は神様じゃない」（1979年） - 山崎屋
  - 第663話「誰がための十手」（1979年） - 多三郎
  - 第675話「蛇の目傘の女」（1979年） - 伊兵ヱ
  - 第698話「心のかけ橋」（1979年） - 難波の藤蔵
  - 第748話「一日だけの家出」（1980年） - 音松
  - 第772話「恐怖の影」（1981年） - 弥十
- 用心棒シリーズ（NET / 東映）
  - 俺は用心棒 第4話「脱出」（1967年） - 品田万平の元門弟（同心）
  - 待っていた用心棒 第19話「同志たちの夜」（1968年） - 若党・孫次郎
  - 帰って来た用心棒
    - 第8話「野分の中」（1968年） - 六兵ヱ
    - 第16話「夜に消えた」（1968年） - 六蔵
    - 第25話「月下の顔」（1969年） - 悪僧・玄石

  - 用心棒シリーズ 俺は用心棒 役
    - 第3話「陽炎の宿」（1969年）
    - 第10話「噂の中の女」（1969年） - 行商人・国造
    - 第22話「ひぐらしの鳴く町」（1969年）
- 風（TBS / 松竹）
  - 第8話「忍びの館」（1967年） - 薩摩重職
  - 第14話「孤剣 春を行く」（1967年）
  - 第19話「すばらしい明日」（1968年） - 山中
- 海の次郎丸 第22話（1968年、ABC / 松竹）
- 大奥 第23話「忘れじの歌ごえ」（1968年、KTV / 東映） - 門番
- 妖術武芸帳（1969年、TBS / 東映） - ナレーター
- 水戸黄門（TBS / C.A.L）
  - 第1部
    - 第3話「小田原喧嘩駕籠・小田原」（1969年） - 西沢郡兵ヱ
    - 第20話「父を尋ねて・鯖江」（1969年） - 百姓
    - 第25話「旅烏の子守唄・庄内」（1970年） - 与作

  - 第3部 第27話「夕映えの対決・宮崎」（1972年） - 飯田五太夫
  - 第4部
    - 第5話「黒いひげの黄門さま・長岡」（1973年） - 旅籠の番頭
    - 第27話「士魂・福島」（1973年）

  - 第5部 第11話「弥七の幽霊・福知山」（1974年） - 黒崎の権太の手下
  - 第6部 第26話「暴れん坊の恋・甲府」（1975年） - 金奉行の配下
  - 第7部
    - 第7話「帰って来た南部駒・八戸」（1976年） - 馬喰
    - 第18話 「盗まれた印籠・山形」（1976年） - 三州屋の番頭

  - 第8部 第5話「秘密を握られた男・清水」（1977年） - 吾妻屋
  - 第9部 第3話「狐が唄った相馬盆唄・相馬」（1978年） - 役人
  - 第11部
    - 第9話「隠密津軽凧・弘前」（1980年） - 組頭
    - 第25話「胸に悲願の裏切り者・佐倉」（1981年） - 岡野兵馬

  - 第12部
    - 第6話「助さんそっくり千両役者・郡上八幡」（1981年） - 役人
    - 第15話「娘意気地の生一本・柳井」（1981年） - 代官所役人・柏木又十郎
    - 第20話「悲願叶えた糸車・峰山」（1982年） - 磯山大三郎
    - 第27話「瞼の母娘にめぐる春・江戸・水戸」（1982年） - 門番

  - 第13部
    - 第8話「悲願を秘めた蜆売り・吉田」（1982年） - 与力
    - 第16話「死を賭けた裏切り・鳥取」（1983年） - 役人

  - 第14部 第15話「仇討ち悲願化物まつり -鶴岡-」（1984年） - 木谷康隆
  - 第16部 第12話「京人形に賭けた芸妓の意地 -京-」（1986年7月14日） - 奉行所役人
  - 第17部
    - 第14話「馬が蹴散らす悪企み・琴平」（1987年） - 手島
    - 第20話「颯爽!謎の黒頭巾・広島」（1988年）

  - 第18部 第23話「夢芝居!?八兵衛の若旦那・京」（1989年） - 縄手の大五郎
  - 第19部 第19話「人情娘馬子唄 -郡上八幡-」（1990年）
  - 第20部 第15話「女度胸の玄海節・小倉」（1991年）
  - 第21部 第3話「頑固比べで縁結び・小浜」（1992年） - 柏屋
  - 第23部 第34話「狸がくれた赤ん坊・信楽」（1995年） - 窯元の親父
  - 第26部 第26話「幸せ運んだ世直し旅・足利」（1998年） - 丹後屋
  - 第29部 第25話「陰謀と裏切りの果てに・江戸・水戸」（2001年）
  - 第30部 第7話「津軽と南部両藩公に物申す!・津軽」（2002年） - 農民
  - 第30部 第19話「決戦!村人たちよ立ち上がれ・津和野」（2002年） - よねの父
  - 第31部 第2話「ご老公、最初の難所は箱根山・箱根」（2002年） - 義兵衛
  - 第32部 第14話「浪花娘の母恋一直線・二本松」（2003年）
  - 第33部 第1話「将軍を狙った男・駿府」（2004年） - 屋台の親父
  - 第36部 第12話「母と呼ばせた大相撲・出雲」（2006年） - そば屋の親爺
  - 第37部 第4話「頑固一徹職人魂・松本」（2007年） - 歩荷
  - 第38部 第7話「味が命の人情包丁!・伊勢」（2008年）
- 天を斬る（NET / 東映）
  - 第8話「旅先の女」（1969年） - 朝次
  - 第15話「旅の終りの女」（1969年） - 大浦
  - 第24話「使命は間者」（1970年） - 銀次
- 燃えよ剣 第1、2、5、9、11、13、15、16、18 - 26話（1970年、NET / 東映） - 斎藤一
- 大岡越前 （TBS / C.A.L）
  - 第1部 第26話「疑惑の顔」（1970年）
  - 第3部 第10話「江戸のごみ」（1972年） - 川上惣之助
  - 第4部 第24話「姿なき怪盗」（1975年）
  - 第5部
    - 第4話「恐怖！雨の夜の辻斬り」（1978年）
    - 第16話「通りゃんせ」（1978年）

  - 第10部 第19話「掏った財布で恩返し」（1988年）
  - 第13部
    - 第3話「恐怖!島抜けの凶賊」（1992年）
    - 第21話「恐怖!どくろ党の復讐」（1993年）

  - 第14部 第3話「将軍様は金魚迷惑」（1996年）
  - 第15部 第2話「殺しを見ていたお茶道具」（1998年）
- 柳生十兵衛（CX / 東映） ※山口崇版
  - 第11話「風神ヶ原の対決」（1970年） - 木村東吾
  - 第25話「うらなり武士道」（1971年） - 弥吉
- さむらい飛脚 第2話・第9話（1971年、NET / 東映）
- 徳川おんな絵巻 第31話「嵐の中の女」（1971年、KTV / 東映） - 作平
- 世なおし奉行（NET / 東映）
  - 第5話「人別帳秘話」（1972年）
  - 第7話「浪人を追え」（1972年） - 貝原
- 忍法かげろう斬り 第7話「辻斬り将軍」（1972年、KTV / 東映）
- 紫頭巾事件帖 第15話「お化け屋敷の秘密」（1972年、12ch / 松竹） - 黒田
- お祭り銀次捕物帳 第15話「鬼勘の黒い罠」（1972年、CX / 東映） - 木曽屋
- 二人の素浪人 第4話「剣が走った母子峠」（1972年、CX / 東映） - 郡奉行
- 眠狂四郎 第2話「女怨に剣が哭いた」（1972年、KTV / 東映） ※田村正和版
- 遠山の金さんシリーズ（NET・ANB / 東映）
  - 遠山の金さん捕物帳 ※中村梅之助版
    - 第122話「禁じられた恋の女」（1972年）
    - 第141話「孔子を裏切った男」（1973年） - 笹屋の番頭
    - 第162話「緋桜が惚れた男」（1973年）

  - 遠山の金さん ※杉良太郎版
    - 第21話「地獄の炎を消せ!!」（1976年）
    - 第37話「海鳴りを抱く女」（1976年）
    - 第91話「初恋に散った女」（1977年）-須貝主水正に取り入る僧侶
    - 第101話「誰がための五百両」（1977年）-勘造

  - 遠山の金さん 第1シリーズ 第14話「母恋し!緋牡丹仁義」（1982年） ※高橋英樹版
  - 名奉行 遠山の金さん 第3シリーズ 第8話「金さん富くじに当たる」（1990年） - 熊造  ※松方弘樹版
- 必殺シリーズ（ABC / 松竹）
  - 必殺仕掛人 第18話「夢を買います恨も買います」（1972年） - 沖野
  - 必殺仕置人 （1973年）
    - 第4話「人間のクズやお払い」 - 文蔵
    - 第24話「疑う愛に迫る魔手」 - 黒駒

  - 助け人走る
    - 第8話「女心大着服」（1973年） - 同心 宮本
    - 第11話「落選大多数」（1973年） - 嶋中伊蔵
    - 第29話「地獄大搾取」（1974年） - 伊三郎

  - 暗闇仕留人 第21話「仏に替りて候」（1974年） - 望月
  - 必殺必中仕事屋稼業 第14話「招かれて勝負」（1975年） - 喜兵衛
  - 必殺仕業人 （1976年） - 井口
    - 第1話「あんたこの世をどう思う」
    - 第2話「あんたこの仕業どう思う」

  - 必殺からくり人 第7話「佐渡からお中元をどうぞ」（1976年） - 徳川家慶
  - 必殺からくり人・血風編 第9話「小判が眼をむく紅い闇」（1976年） - 米山
  - 新必殺仕置人 （1977年）
    - 第16話「逆怨無用」 - 与力
    - 第25話「濡衣無用」 - 与力
    - 第30話「夢想無用」 - 同心 榊

  - 新・必殺からくり人 第10話「東海道五十三次殺し旅 桑名」（1978年） - 市兵衛
  - 必殺商売人 第9話「非行の黒い館は蟻地獄」（1978年） - 与力山田
  - 必殺からくり人・富嶽百景殺し旅 第10話「隅田川関屋の里」（1978年） - 大目付
  - 翔べ! 必殺うらごろし
    - 第2話「突如奥方と芸者の人格が入れ替った」（1978年） - 永井監物
    - 第10話「女は子供を他人の腹に移して死んだ」（1979年） - 目付
    - 第20話「水探しの占い棒が死体を見つけた」（1979年） - 倉田未内

  - 必殺仕事人
    - 第11話「極悪人ほどよく眠れるか?」（1979年） - 越後屋彦蔵
    - 第21話「子隠しで昔の恨みを晴らすのか?」（1979年） - 番頭
    - 第52話「潜り技隠し黄金止め」（1980年） - 宇部
    - 第77話「盗み技背面逆転倒し」（1980年） - 幸右衛門

  - 必殺仕舞人 第2話「さんさ時雨は涙雨・仙台」（1981年） - 家老・奥山久太夫
  - 新・必殺仕事人（1982年）
    - 第43話「主水予算オーバーする」 - 淵上
    - 第53話「主水甘味対策する」 - 川辺(薩摩藩江戸家老)

  - 必殺仕事人III （198年）
    - 第3話「アルバイトをしたのは同級生」 - 矢吉
    - 第15話「加代に死の宣告をしたのは主水」 - 越前屋

  - 新必殺仕舞人 第5話「会津磐梯山涙の嫁入り」（1982年） - 山役人・横田半右衛門
  - 必殺仕事人IV 第1話「主水 悲鳴をあげる!」（1983年） - 阿部忠弘
  - 必殺仕切人 第3話「もしもお江戸にピラミッドがあったら」（1984年） - 加納
  - 必殺仕事人V 第11話「主水、送別会費を全額盗まれる」（1985年） - 上方の元締・白不動
  - 必殺仕事人V・激闘編（1986年）
    - 第10話「主水 雀の丸焼きを食べる」 - 田安家用人・鳥居
    - 第21話「せんとりつ、酔って暴れる」 - 香川屋の手下・弥助

  - 必殺仕事人V・旋風編 第3話「主水、殺人ツアーに出かける」（1986年） - 校倉藩用人・田之倉良善
  - 必殺仕事人・激突!（1992年）
  - 必殺仕事人2009 第5話「因果応報」（2009年）
- 熱血猿飛佐助（1972年、TBS / 東映）
- 長谷川伸シリーズ（NET / 東映）
  - 第13話「旅の馬鹿安」（1972年）
  - 第14話「江戸の花和尚」（1973年）
- 地獄の辰捕物控 第26話「恋女房に十手を賭けた」（1973年、NET / 東映）
- 江戸を斬るシリーズ（TBS / C.A.L）
  - 江戸を斬る 梓右近隠密帳 第7話「二人葵小僧」（1973年）
  - 江戸を斬るV（1980年）
    - 第18話「恐怖! 嵐の夜の侵入者」 - 同心
    - 第19話「金太が落ちた恋地獄」 - 番太

  - 江戸を斬るVI 第12話「鍾馗が解いた贋金事件」（1981年） - 甚兵衛
  - 江戸を斬るVII 第28話「過去を秘めた女」（1987年） - 嶋田屋番頭
  - 江戸を斬るVIII
    - 第9話「桜吹雪の大芝居」（1994年） - 三河屋
    - 第25話「復讐剣が闇を裂く」（1994年） - 玉井屋
- ぶらり信兵衛 道場破り（1974年、CX / 東映）
  - 第18話「おぶん可愛や孫娘」
  - 第34話「むかしも今も」
- おしどり右京捕物車 第25話「櫛」（1974年、ABC / 松竹） - 陸助
- 運命峠 第14話「春待つ大奥」（1975年、KTV / 東映） - 女衒 ※田村正和版
- 十手無用 九丁堀事件帖 第18話「死を招く黄色い水」（1976年、NTV / 東映） - 岩瀬
- 宮本武蔵 第21話「栄達の門」（1976年、KTV / 歌舞伎座テレビ） - 本多正信  ※市川海老蔵版
- 桃太郎侍（NTV / 東映） ※高橋英樹版
  - 第35話「鬼がひしめく青梅宿」（1977年） - 石橋
  - 第49話「男いちずの灯が消えた」（1977年） - 橋本
  - 第61話「浮世の水は辛かった!」（1977年） - 辰五郎
  - 第82話「泣くな妹兄貴はつらい」（1978年） - 政五郎
  - 第95話「舞い込んだお姫様」（1978年） - 久六
  - 第135話「妖しの花を咲かせる女」（1979年）
  - 第190話「はぐれ女のいのち花」（1980年）
  - 第206話「さようなら！すずめちゃん」（1980年）
  - 第236話「世間知らずの若様作家」（1981年）
- 新 木枯し紋次郎（12ch / C.A.L）
  - 第4話「雷神が二度吼えた」（1977年）- 乾の重蔵
  - 第9話「旅立ちは三日後に」（1977年）- 沼田の鉄五郎
  - 第19話「女郎にはたった一言」（1978年）
  - 第25話「生国は地獄にござんす」（1978年）
- 暴れん坊将軍シリーズ（ANB / 東映）
  - 吉宗評判記 暴れん坊将軍
    - 第3話「命を的の一番纏」（1978年） - 神田権之助
    - 第29話「大江戸一のドジな掏摸」（1978年） - 日下兵内
    - 第72話「紅花で染めた復讐」（1979年） - 京屋佐兵衛
    - 第98話「狼の里から来た娘」（1980年） - 鹿造
    - 第129話「父よあなたは偉かった」（1980年） - 松本良庵
    - 第207話「しばし名残の八百八町」（1982年） - 大垣参平

  - 暴れん坊将軍II
    - 第64話「天誅! 窓ぎわの反乱!」（1984年） - 岡田重蔵
    - 第114話「花の吉原 人質新さん!」（1985年） - 松蔵
    - 第159話「天晴れ! 赤穂の竹光夫婦」（1986年） - 讃岐屋
    - 第191話「大暴れ! しばし名残りの二人旅」（1987年） - 棟梁

  - 暴れん坊将軍III
    - 第20話「からくり盗っ人街道」（1988年） - 楼主
    - 第43話「悲願成就、半次郎のいのち」（1988年） - 大津屋
    - 第66話「孫兵ヱは浪花のお大尽さま!?」（1989年） - 信濃屋
    - 第80話「おしゃれ殿様」（1989年） - 袋田甚兵衛
    - 第109話「この子どこの子め組の子」（1990年） - 与吉

  - 暴れん坊将軍IV
    - 第9話「人情!め組の成金騒動」（1991年） - 札差
    - 第31話「お役者新さん 花の回り舞台!」（1991年） - 竜

  - 暴れん坊将軍V
    - 第16話「おんな事件屋、江戸を斬る!」（1993年） - 幸兵衛

  - 暴れん坊将軍VI
    - 第6話「江戸城危うし・吉宗の寝所」（1994年） - 朝井藤右衛門
    - 第38話「名探偵！新井白石」（1995年） - 岡嶋仲通
- 疾風同心（12ch / C.A.L）
  - 第3話「涙の張り込み」（1978年） - 虎姫の由兵衛
  - 第11話「消えた小判の秘密」（1978年） - 岡田平八
- 風鈴捕物帳 第4話「血染めの贋小判」（1978年、ANB / 東映） - 清兵衛
- 柳生一族の陰謀 第17話「白い毒蜘蛛」（1979年、KTV / 東映）
- 赤穂浪士 （1979年、ANB / 東映） - 榊原采女 役 ※萬屋錦之介版
  - 第12話「一発の銃声」
  - 第13話「城明け渡し」
- 雪姫隠密道中記 第15話「焼蛤剣法の助太刀 -桑名-」（1980年MBS / S.H.P）
- いのち燃ゆ（1981年、NHK） - 山支配・助五郎 
  - 第8話「生々流転」
  - 第9話「一輪でも花にて候」
- 斬り捨て御免! （TX / 歌舞伎座テレビ）
  - 第2シリーズ 第15話「幽鬼が狙った瓦版」（1981年） - 信濃屋平兵衛
  - 第3シリーズ 第8話「三万両の身代金に賭けた命」（1982年） - 五兵衛
  - 第3シリーズ 第19話「白昼に散った女影目付」（1982年） - 橋本影行
- 時代劇スペシャル（CX / 東映）
  - 清水次郎長 勢揃い清水港（1981年）
  - 岡っ引どぶ 流人島殺人事件（1982年）
- 影の軍団II 第13話「人妻は影におびえる!」（1981年、KTV / 東映）
- 源九郎旅日記 葵の暴れん坊 第16話「姫のお国の幽霊武者」（1982年、ANB / 東映） - 御用聞き
- 松平右近事件帳（1982年、NTV / ユニオン映画）
  - 第25話「人情破れ傘」 - 島田
  - 第36話「狼に狙われた一人娘」 - 佃
- 壬生の恋歌（NHK）
- 長七郎江戸日記（NTV / ユニオン映画）
  - 第1シリーズ 第25話「活鯛献上始末記」（1984年） - 星野伝右衛門
  - 第1シリーズ 第59話「母子武士道」（1985年） - 近江屋
  - 第1シリーズ 第77話「稲妻に浮かぶ顔」（1985年） - 鳴海屋六兵衛
  - 第2シリーズ 第12話「命を売る男」(1988年） - 札差・越後屋
  - 第2シリーズ 第25話「苦死を落とした女」(1988年） - 北町奉行所与力・上村要之進
  - 第2シリーズ 第48話「少女の叫び！」（1989年） - 大内
  - 第2シリーズ 第58話「下総一ノ瀬変り桝」（1989年） - 工藤
  - 第3シリーズ 第26話「ふたりの女」（1991年） - 茂平
  - 第3シリーズ 第35話「艶姿、剣舞い」（1991年） - 金井寅之介
- 若大将天下ご免!（ANB / 東映）
  - 第15話「騒然大江戸べっぴん競べ！」（1987年）
  - 第38話「懲りない親父のそら涙」（1987年）
- 三匹が斬る!シリーズ（ANB / 東映）
  - 三匹が斬る! 第9話「十手旅 義賊が吹いたシャボン玉」（1987年） - 地元の役人
  - 続・三匹が斬る! 第9話「連発銃 昨日の友は今日の敵」（1989年）
- 風雲江戸城 怒涛の将軍徳川家光（1987年）
- 年末時代劇スペシャル（NTV / ユニオン映画）
  - 田原坂 第2部「桜島は死せず」（1987年） - 野津鎮雄
  - 勝海舟 第1部「日本よーそろ－サムライ太平洋を渡る－」（1990年）
- 八百八町夢日記（NTV / ユニオン映画）
  - 第1シリーズ 第9「強請」（1989年）
  - 第1シリーズ 第37話「参上女目付」（1990年）
  - 第2シリーズ 第8話「灯明台の灯を守れ」（1991年） - 幕閣
- 12時間超ワイドドラマ
  - 宮本武蔵（1990年、TX / 東映） - 徳川家康
  - 次郎長三国志 第2部「喧嘩旅!次郎長売出す」（2000年、TX / 松竹）
  - 忠臣蔵 決断の時（2003年、TX / 松竹）
  - 忠臣蔵 瑤泉院の陰謀 第3部「吉良邸討ち入り!」（2007年、TX / C.A.L）
- あばれ八州御用旅（TX / ユニオン映画）
  - 第1シリーズ 第4話「義賊!?ねずみ小僧の謎を斬れ!」（1990年） - 与力
  - 第3シリーズ 第10話「呪いの伝説 隠し銅山の罠!」（1992年） - 田所陣重郎
  - 第4シリーズ 第11話「身代り観音 夫婦唄」（1994年） - 駒蔵
- 江戸中町奉行所 第1シリーズ 第4話「濡れ衣晴らして候」（1990年、TX / 松竹）
- 鬼平犯科帳（CX / 松竹） ※中村吉右衛門版
  - 第2シリーズ 第2話「むかしの女」（1990年）
  - 第3シリーズ 第16話「おしま金三郎」（1992年） - 牛尾の又平
  - 第4シリーズ 第17話「さざ浪伝兵衛」（1993年）
  - 第6シリーズ 第7話「のっそり医者」（1995年）
- 将軍家光忍び旅（ANB / 東映）
  - 第1シリーズ 第3話「日蔭に咲くか 夫婦武士道」（1990年） - 幸右衛門
  - 第1シリーズ 第21話「瞼の父・お蔦涙の再会」（1991年） - 権三
  - 第2シリーズ 第7話「将軍暗殺？樵たちの反乱」（1992年） - 弥平
- 銭形平次（CX / 東映） ※北大路欣也版
  - 第2シリーズ 第8話「幻の二万両」（1992年）
  - 第3シリーズ 第10話「生きている死体」（1993年）
  - 第4シリーズ 第15話「刑場の花嫁」（1994年）
  - 第4シリーズ 第16話「消えた凶器」（1994年）
  - 第6シリーズ 第1話「呪いの花嫁井戸」（1997年）
- 江戸の用心棒 第1シリーズ 第17話「走れ!夜逃げ屋」（1994年、NTV / ユニオン映画） - 寺田監物
- はぐれ医者 お命預かります! 第1話「快楽殺人」（1995年、ANB / 東映） - 医者・順斉
- あばれ医者嵐山 第8話「おもかげ」（1995年、TX / ユニオン映画） - 政次郎
- 南町奉行事件帖 怒れ!求馬 第2シリーズ 第13話「孫の駆け落ち」（2000年、TBS / C.A.L） - 大地主 役
- 大江戸を駈ける! 第15話「正義の剣よ永遠に・高輪」（2001年、TBS / C.A.L） - 家老
- 金曜時代劇 / 最後の忠臣蔵 第6話「花嫁の父」（2004年、NHK）
- 古代史ドラマスペシャル / 大化改新 後編「友への誓い」（2005年、NHK）
- 逃亡者おりん（2006年、TX / C.A.L）
- 刺客請負人 第1シリーズ 第5話「死神の町」（2007年、TX / 松竹）

#### 現代劇
- 部長刑事（OTV）
  - 第48話「盆おどりの夜」（1959年）
  - 第64話「地獄の案内者」（1959年）
  - 第100話「真夏の黒点」（1960年）
  - 第102話「赦せない行為」（1960年）
  - 第127話「黒い風」（1961年）
  - 第134話「麦は生きる」（1961年）
  - 第174話「黒い車輪」（1962年）
  - 第187話「華やかな失踪」（1962年）
  - 第218話「自転車が消えた」（1962年）
  - 第254話「船場の亀裂」（1963年）
  - 第258話「追跡者 前編」（1963年）
  - 第259話「追跡者 後編」（1963年）
  - 第336話「空港の女」（1965年）
- ミステリー 影（MBS）
  - 疑惑（1959年）
  - たたけよさらば（1960年）
- 現代人間模様 / 灯 大道易者（1959年NHK）
- 人生劇場（1965年、CX / 日本電波映画社）
- 柔一筋（1965年、NTV / 日本電波映画社）
- 忍者ハットリくん (実写版)（1966年、NET） - ケムマキ（声）
- 土曜ワイド劇場
  - 京都殺人案内4 亡き妻に捧げる犯人（1981年、ABC / 松竹） - 運転手・佐藤
  - 和久峻三サスペンス 赤かぶ検事7 氷見線雨晴海岸から消えた女（1998年、ABC / 松竹） - 三条円太郎
  - 花吹雪美人スリ三姉妹2 悪魔のビデオをスリ盗れ（1999年、ABC / 東通企画）
- ドラマ人間模様 / 家族あわせ 夕焼けとんび 第2話（1985年、NHK）
- 朝の連続ドラマ（YTV）
  - 花いちばん（1986）
  - 見上げればいつも青空（1987年）
  - 京一輪 （1989年 - 1990年）
- 新・部長刑事 アーバンポリス24 第88話「お好み焼殺人事件」（1991年、ABC）
- ドラマ新銀河 / 青空にちんどん（1994年、NHK）
- 月曜ドラマスペシャル / 山村美紗サスペンス 検視官江夏冬子シリーズ 京都清水坂殺人事件 - 杉尾万作（1997年、TBS） - 杉尾万作
- ドラマ30（MBS）
  - 命燃えて（1997年）
  - 命賭けて（1998年）
  - 離婚計画〜いつか愛したあなたへ〜（2000年）
  - ひとりじゃないの（2001年）
  - ピュア・ラブI（2002年）
  - ピュア・ラブIII（2003年）
- 朝の連続テレビ小説（NHK）
  - あすか（1999年）
  - ほんまもん（2001年 - 2002年） - 畑中 役 ※準レギュラー
- 衛星ドラマ劇場 / 笹沢左保サスペンス 危険な協奏曲 第1話（2000年、NHK-BS2）
- 土曜特集 / ネット・バイオレンス 名も知らぬ人々からの暴力（2000年、NHK） ※2000年度芸術祭参加作品
- ドラマ家族模様 / バブル（2001年、NHK）
- 京都迷宮案内3 第15話「よそ者と言われた女!偽りの町家暮らし!!」（2001年、東映 / ANB）
- 新春痛快ミステリードラマ / 突撃!おばちゃん探偵 伊集院さゆりの事件簿（2003年、CX）
- 女と愛とミステリー / 不倫調査員・片山由美5 京都嵯峨野殺人迷路（2004年、TX / BSジャパン）
- 新・科捜研の女（ANB / 東映）
  - 第5シリーズ
    - 第4話「この声は! 涙の声紋分析!!」（2004年） - 浅田隆三
    - 第5話「二度絞め殺された女 -解決編-」（2004年）

  - 第6シリーズ 第2話「VS文化財 Gメンの女! 二つの凶器に潜む血の涙の秘密」（2005年） - 住職

### 映画
- 燃えよ剣（1966年、松竹） - 井上源三郎
- 祇園祭（1968年、日本映画復興協会 / 松竹） - 宰領
- 蠢動（1982年、BJcc）  - 荒木源義 役
- 二人日和（2005年、野村企画）
- 幸福のスイッチ（2006年、東北新社 / 東京テアトル）

### テレビアニメ
- じゃりン子チエ（1981年、MBS / 東京ムービー新社）
- チエちゃん奮戦記 じゃりン子チエ - 古美術屋の店主

### 劇場アニメ
- 火垂るの墓（1988年、新潮社 / 東宝）

### ラジオドラマ
- NHK-FM アドベンチャーロード
  - 「ミッドナイト・ジミー 真夜中の東側」（1986年）

### CM
- 迷惑駐車「くいだおれ」（1991年、大阪府 / 電通関西支社） - 交通反則切符を食べてしまう中年男性
- NTTドコモetc.

## 参考資料
- テレビドラマデータベース
- 日本タレント名鑑（VIPタイムズ）